# Draft de l'NBA del 1961
El Draft de l'NBA de 1961 va ser el primer en el qual va participar l'equip de Chicago Zephyrs (avui, Washington Wizards), fruit de l'expansió de l'NBA d'aquell any. D'entre els jugadors escollits, cal destacar-ne dos que posteriorment van ser Entrenador de l'Any de l'NBA, com són Ray Scott i Doug Moe.

## Primera ronda
|  | = All-Star     |
|  | = Hall of Fame |

| Posició | Jugador         | Nacionalitat | Equip de l'NBA        | Origen (universitat/club) |
| ------- | --------------- | ------------ | --------------------- | ------------------------- |
| 1       | Walt Bellamy    | Estats Units | Chicago Zephyrs       | Indiana                   |
| 2       | Tom Stith       | Estats Units | New York Knicks       | St. Bonaventure           |
| 3       | Larry Siegfried | Estats Units | Cincinnati Royals     | Ohio State                |
| 4       | Ray Scott       | Estats Units | Detroit Pistons       | Portland                  |
| 5       | Wayne Yates     | Estats Units | Los Angeles Lakers    | Memphis                   |
| 6       | Ben Warley      | Estats Units | Syracuse Nationals    | Tennessee State           |
| 7       | Tom Meschery    | Estats Units | Philadelphia Warriors | St. Mary's (CA)           |
| 8       | Cleo Hill       | Estats Units | St. Louis Hawks       | Winston-Salem             |
| 9       | Gary Phillips   | Estats Units | Boston Celtics        | Houston                   |

## Segona ronda
| Posició | Jugador        | Nacionalitat | Equip de l'NBA        | Origen (Universitat/club) |
| ------- | -------------- | ------------ | --------------------- | ------------------------- |
| 10      | Whitey Martin  | Estats Units | New York Knicks       | St. Bonaventure           |
| 11      | Bob Wiesenhahn | Estats Units | Cincinnati Royals     | Cincinnati                |
| 12      | Johnny Egan    | Estats Units | Detroit Pistons       | Providence                |
| 13      | Fred Sawyer    | Estats Units | Los Angeles Lakers    | Louisville                |
| 14      | Chris Smith    | Estats Units | Syracuse Nationals    | Virginia Tech             |
| 15      | Ted Luckenbill | Estats Units | Philadelphia Warriors | Houston                   |
| 16      | Ron Horn       | Estats Units | St. Louis Hawks       | Indiana                   |
| 17      | Al Butler      | Estats Units | Boston Celtics        | Niagara                   |
| 18      | Jack Turner    | Estats Units | Chicago Zephyrs       | Louisville                |
| 19      | Jerry Graves   | Estats Units | Chicago Zephyrs       | Mississippi State         |
| 20      | York Larese    | Estats Units | Chicago Zephyrs       | North Carolina            |
| 21      | Don Kojis      | Estats Units | Chicago Zephyrs       | Marquette                 |
| 22      | Doug Moe       | Estats Units | Chicago Zephyrs       | North Carolina            |
| 23      | Jeff Cohen     | Estats Units | Chicago Zephyrs       | William & Mary            |

## Tercera ronda
| Posició | Jugador                  | Nacionalitat | Equip de l'NBA        | Origen (Universitat/club) |
| ------- | ------------------------ | ------------ | --------------------- | ------------------------- |
| 24      | Tony Jackson             | Estats Units | New York Knicks       | St. John's                |
| 25      | Bob Nordmann             | Estats Units | Cincinnati Royals     | St. Louis                 |
| 26      | Doug Kistler             | Estats Units | Detroit Pistons       | Duke                      |
| 27      | Frank Burgess            | Estats Units | Los Angeles Lakers    | Gonzaga                   |
| 28      | Charles Osborne (bàsket) | Estats Units | Syracuse Nationals    | Western Kentucky          |
| 29      | Jack Egan                | Estats Units | Philadelphia Warriors | St. Joseph's              |
| 30      | Tom Chilton              | Estats Units | St. Louis Hawks       | East Tennessee            |
| 31      | Bill Depp                | Estats Units | Boston Celtics        | Vanderbilt                |
| 32      | Bill Bridges             | Estats Units | Chicago Zephyrs       | Kansas                    |